# Wotapuri-Katarqalai jezik
Wotapuri-Katarqalai jezik (ISO 639-3: wsv), danas izumrli kohistanski jezik iz Afganistana. Populacija je 1994. iznosila oko 2 000 u gradovima Wotapuri i Katarqalai u Nuristanu. jezik je 3. 7. 2009 ozmačen kao izumrli uz napomenu da je imao 60 domaćinstava 1935 i svega jednog govornika 1955.
Pripadnici ezničke grupe koja se ponegdje označava imenom Wotapuri-Katarqalai danas govore južnopaštunski [pbt] ili sjevernopaštunski [pbu].

## Vanjske poveznice
- Ethnologue (14th)
- Ethnologue (15th)